# 李彬 (北朝)
李彬（？—？），字子儒，陇西郡狄道县（今甘肃省定西市临洮县）人，出自陇西李氏仆射房，北魏、东魏官员。

## 生平
李彬以司空府参军事为起家官，转任中书侍郎，李彬的父亲李延寔被魏孝庄帝元子攸封为濮阳郡公后，李彬承袭了祖父李冲的爵位清渊县侯，出任大将军咨议参军事，转任龙骧将军、通直散骑常侍，很快加号抚军将军，又转任征南将军、金紫光禄大夫，又转任车骑将军、左光禄大夫，于虚岁三十八时在邺都修仁里去世，朝廷赠予使持节、都督齐州诸军事、骠骑大将军、光祿勳、齐州刺史、开国侯如故，谥号献侯，武定二年岁次玄枵粤十一月廿九日（544年12月8日）葬于邺城西面。儿子李桃杖承袭了清渊县侯。

## 家族

### 五世祖
- 李暠，凉武昭王[2]

### 高祖
- 李宝，敦煌宣公[2]

### 祖父
- 李冲，北魏司空、文穆公[2]

### 父亲
- 李延寔，北魏太师、孝懿公[2]

### 兄弟
- 李彧，北魏侍中、左光禄大夫、中书监、骠骑大将军、开府仪同三司、广州刺史、东平孝昭公
- 李彰，北魏通直散骑侍郎